# Arussi Unda
Arussi Unda Garza (Veracruz, 1988) es una mercadóloga, activista y feminista mexicana, portavoz del colectivo Las Brujas del Mar. En 2020, fue nombrada una de las 100 personas más influyentes por la revista Time. Asimismo, figuró en la lista 100 Mujeres de la BBC en noviembre de ese mismo año.

## Activismo
Las Brujas del Mar empezó como un grupo privado en la red social de Facebook. Cuando se discutía sobre el feminismo, la violencia de género en México era un tema recurrente de conversación. Después de que lograron por primera ayudar vez a una mujer a dejar de sufrir violencia doméstica, el grupo empezó a tomar forma.
En 2020, Arussi ayudó a organizar el Paro Nacional de Mujeres del 9 de marzo de ese año en México para concienciar a la población, sensibilizar a la sociedad y protestar contra la creciente violencia de género que las mujeres sufren en el país. Esta iniciativa fue llevada a cabo un día después del Día Internacional de la Mujer bajo el eslogan "El nueve nadie se mueve", en la que se instó e invitó a las mujeres a quedarse a descansar en casa y no hacer sus tareas diarias ni actividades cotidianas como ir a trabajar o ir a la escuela con el fin de mostrar el importante papel que las mujeres juegan en la sociedad.